# Lindsaea pacifica
Lindsaea pacifica är en ormbunkeart som beskrevs av Kramer. Lindsaea pacifica ingår i släktet Lindsaea och familjen Lindsaeaceae. Inga underarter finns listade.